# Semiothisa flaviterminata
Semiothisa flaviterminata är en fjärilsart som beskrevs av Barnes och Mcdunnough 1913. Semiothisa flaviterminata ingår i släktet Semiothisa och familjen mätare. Inga underarter finns listade i Catalogue of Life.